# 흰이마검둥오리
흰이마검둥오리는 기러기목 오리과의 새이다.

## 생김새
수컷은 전체적으로 검은색이다. 앞이마랑 뒷목에 흰색 무늬가 있다. 부리는 주황색이고 윗부리 기부가 흰색, 그 안에 둥글고 검은 무늬가 있다. 암컷은 전체적으로 흑갈색이다. 얼굴에 흰색 반점이 2개 있고 뒷목에 흰색 무늬가 있다.

## 생태
알래스카, 캐나다 북부, 캐나다 동부에서 번식하고 알류샨열도와 북미 서부, 북미 동부에서 월동한다.
한국에서 2022년 2월 제주 서귀포 신양포구에서 암컷 1개체가 관찰된 기록이 있다.
해안가 근처 바다, 수심이 얕은 바다, 강 하구에서 무리를 지어 생활하며 갑각류, 해초류,, 어류, 연체동물 등을 먹는다.
1. ↑  NEWSIS (2022년 2월 10일). “국내 미기록종 '흰이마검둥오리' 제주도서 발견”. 2023년 11월 22일에 확인함.